# Бертолд
Бертолд (мађ. Bertold), је мушко име које се користи у мађарском језику, германског је порекла са значењем: онај који влада са помпом. 

## Имендани
- 2. јануар.
- 11. фебруар.
- 29. март.
- 27. јул.
- 3. новембар.
- 14. децембар.

## Варијације у осталим језицима
-,
- Tölke

## Познате личности
- Бертолд Брехт,